# Крістіна Гвіде
Крістіна Гвіде (швед: Kristina Stigsdotter) (бл. 1145 – бл. 1200) - королева Швеції як дружина короля Карла VII і мати шведського короля Сверкера II.

## Життєпис
Крістіна Стігсдаттер була дочкою данського шляхтича Стіґа Токесена (помер у 1150 р.) із родини Гвіде зі Сканії (тоді данська провінція) та данської принцеси Маргарет Данської, яка була дочкою Канута Лаварда. Вона була одружена з королем Швеції Карлом VII у 1163 (або 1164) і була в Швеції, відома як королева Крістіна. У 1163 році шведський ярл Гутторм привітав її в Сканії і відправився з нею до Швеції, але припускають, що церемонія відбулася після інавгурації нового архієпископа Стефана (архієпископа Упсали) у 1164 році. Коли її чоловіка було скинуто в 1167 році, вона разом зі своїм сином втекла до Данії.
Дата її народження та смерті не відома, але припускається, що це бл. 1145 і 1200 роки відповідно.
Діти
- Сверкер II Шведський (1164–1210), король Швеції 1195–1208.